# Latgales iela

La rue de Moscou (letton : Maskavas iela) est une rue à Rīga en Lettonie,.

## Présentation
La rue de Moscou est située sur la rive droite du fleuve Daugava. Elle traverse les quartiers de Maskavas forštate, Ķengarags, Rumbula et Dārziņi. 
La rue Maskavas part de la rue 13. janvāra iela et serpente à travers les quartiers du sud-est de la ville jusqu'à la frontière de la ville de Riga, au-delà de laquelle elle est prolongée par la route A6 Riga-Daugavpils.
751 bâtiments ont été enregistrés avec une adresse rue Maskavas, la classant au premier rang de toutes les rues de la ville.
C'est également la deuxième plus longue rue de Riga (après Jaunciema gatve) avec une longueur totale de 16 048 mètres. 
La rue compte de 2 à 6 voies de circulation.
Elle est desservie par les bus 15, 18, 31, 49 et 60 ainsi que par la ligne 7 du tramway de Riga.

## Bâtiments
La rue Moskavas iela est composée à la fois d'immeubles de faible hauteur dans le quartier Maskavas forštate et d'immeubles de grande hauteur, ainsi que d'un complexe résidentiel de grande hauteur à Ķengarags.
- Maskavas iela 108/110 - théâtre Skatuve, fondé en 1991. Le bâtiment a été construit en 1912 selon les plans de l'architecte Nikolai Norda.
- Maskavas iela 151 - monument architectural (XIXe siècle)
- Maskavas iela 170 - Église orthodoxe Saint-Michel-Archange (1894)
- Maskavas iela 231 - bâtiment de la brasserie Livonia (1898, architecte Edmund von Trompowsky)

## Galerie

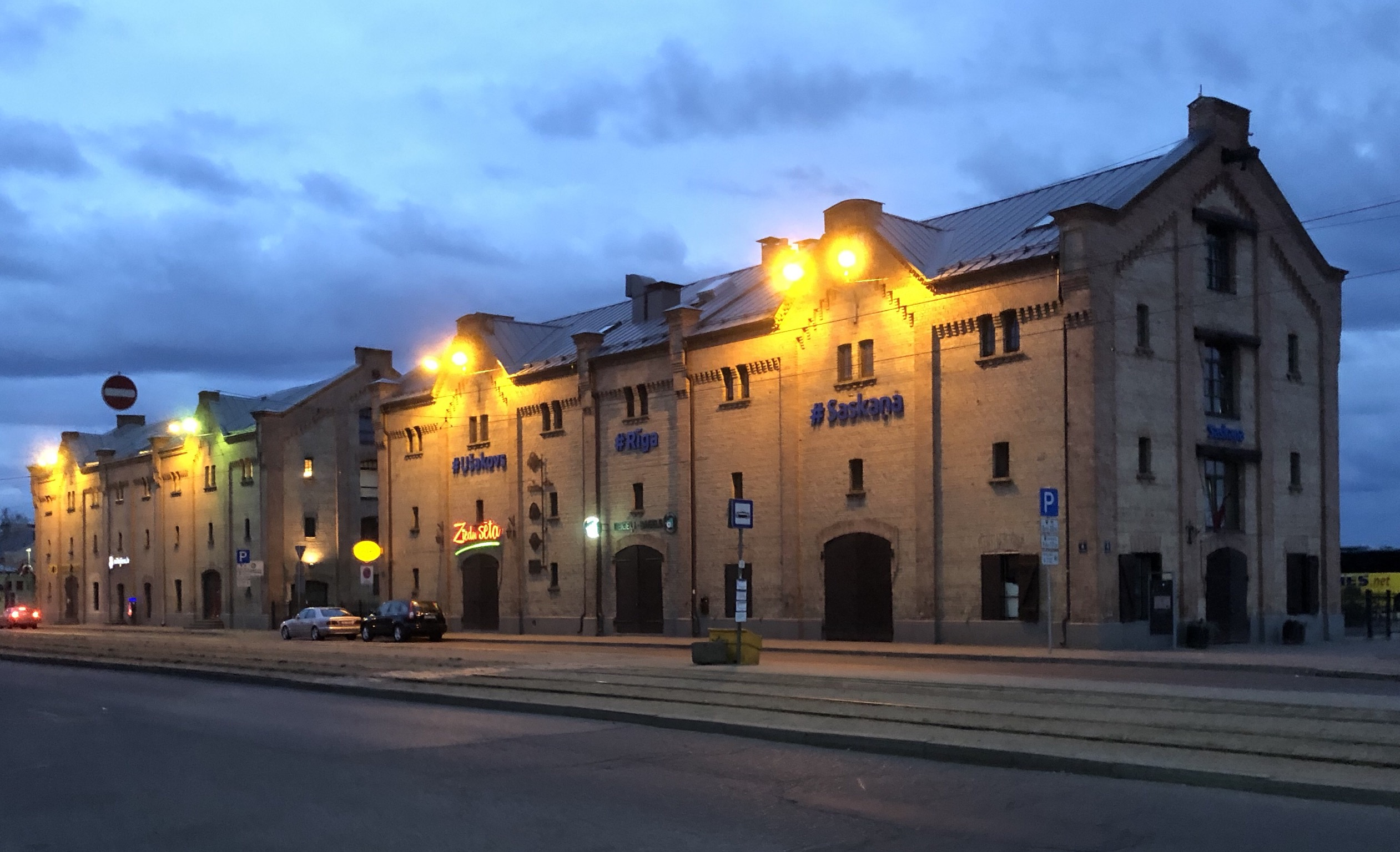
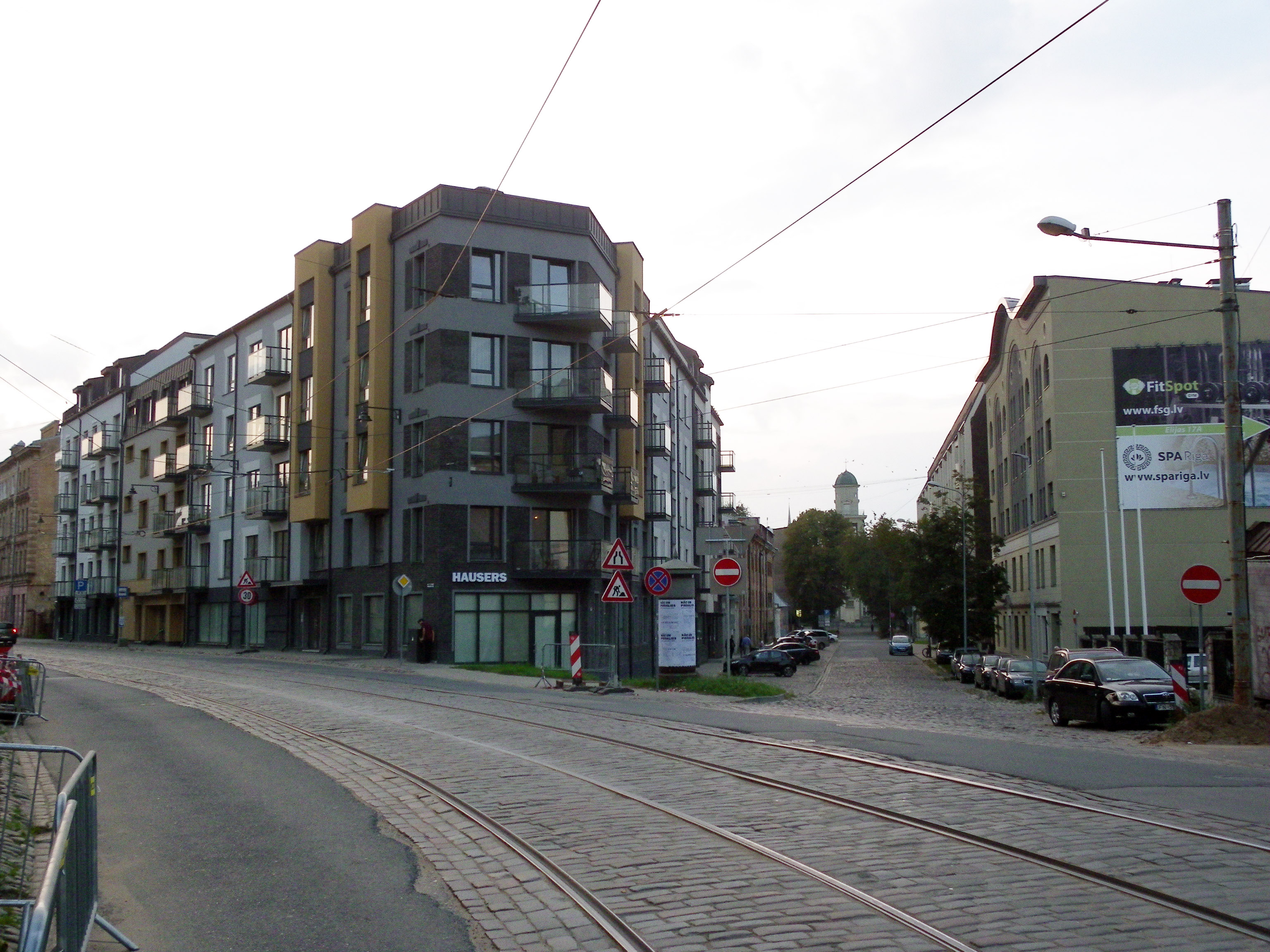
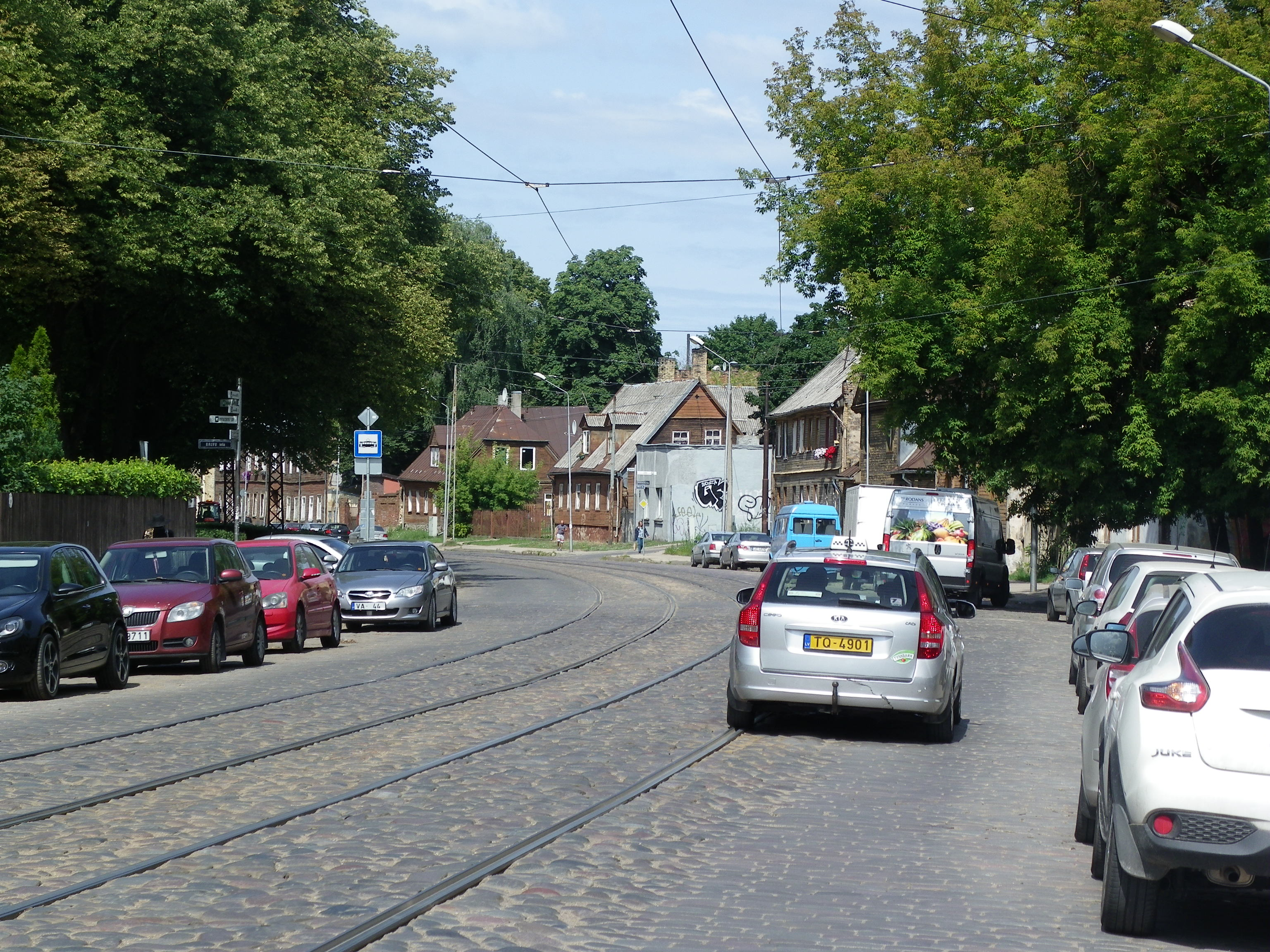
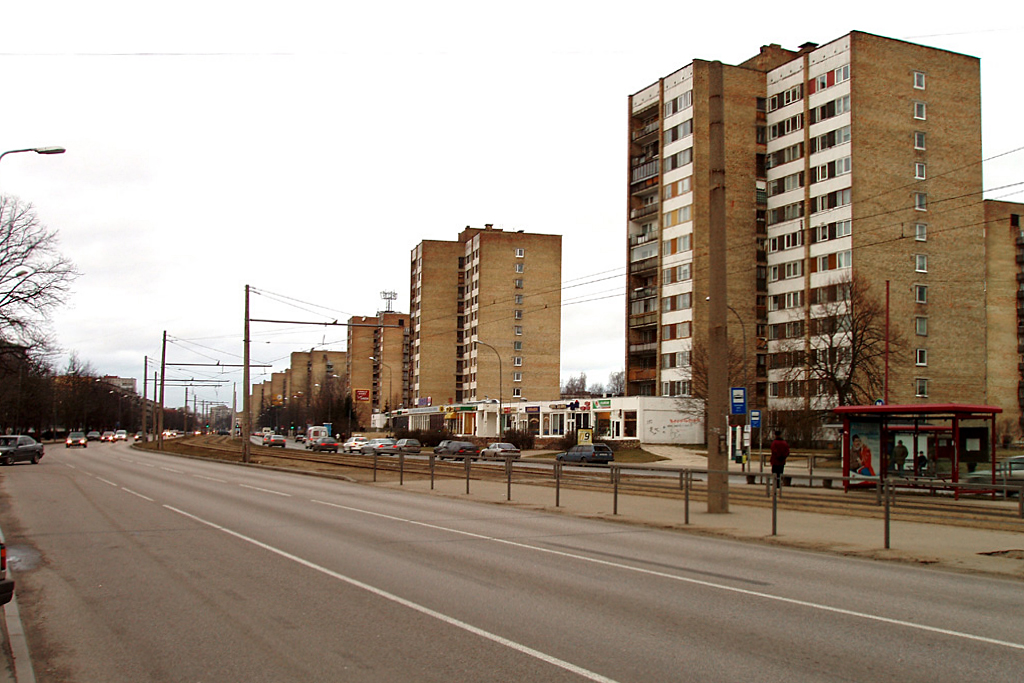

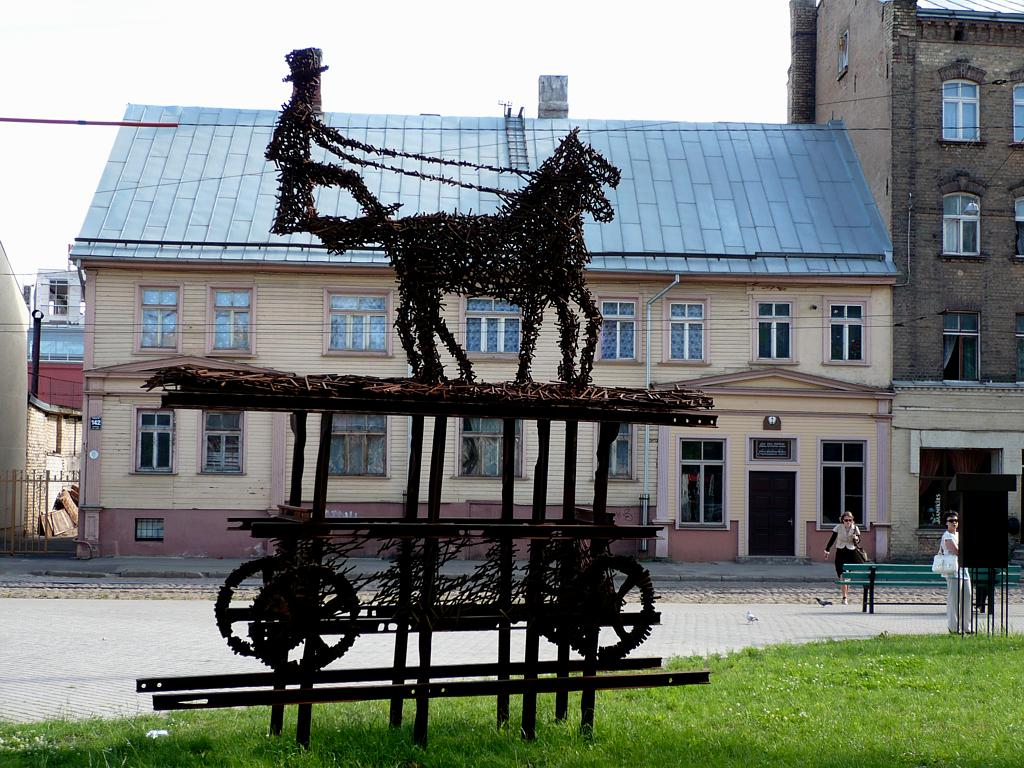
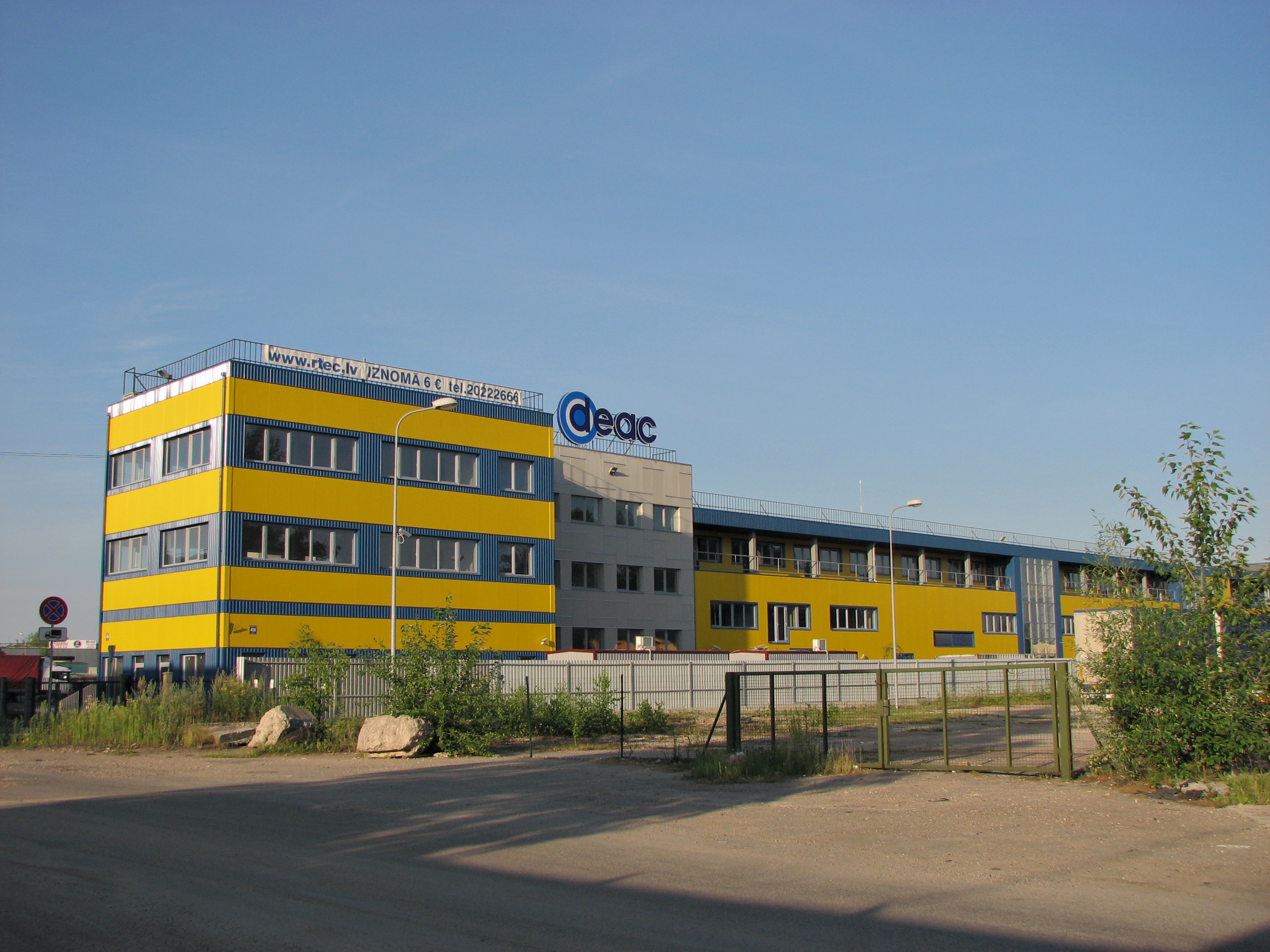
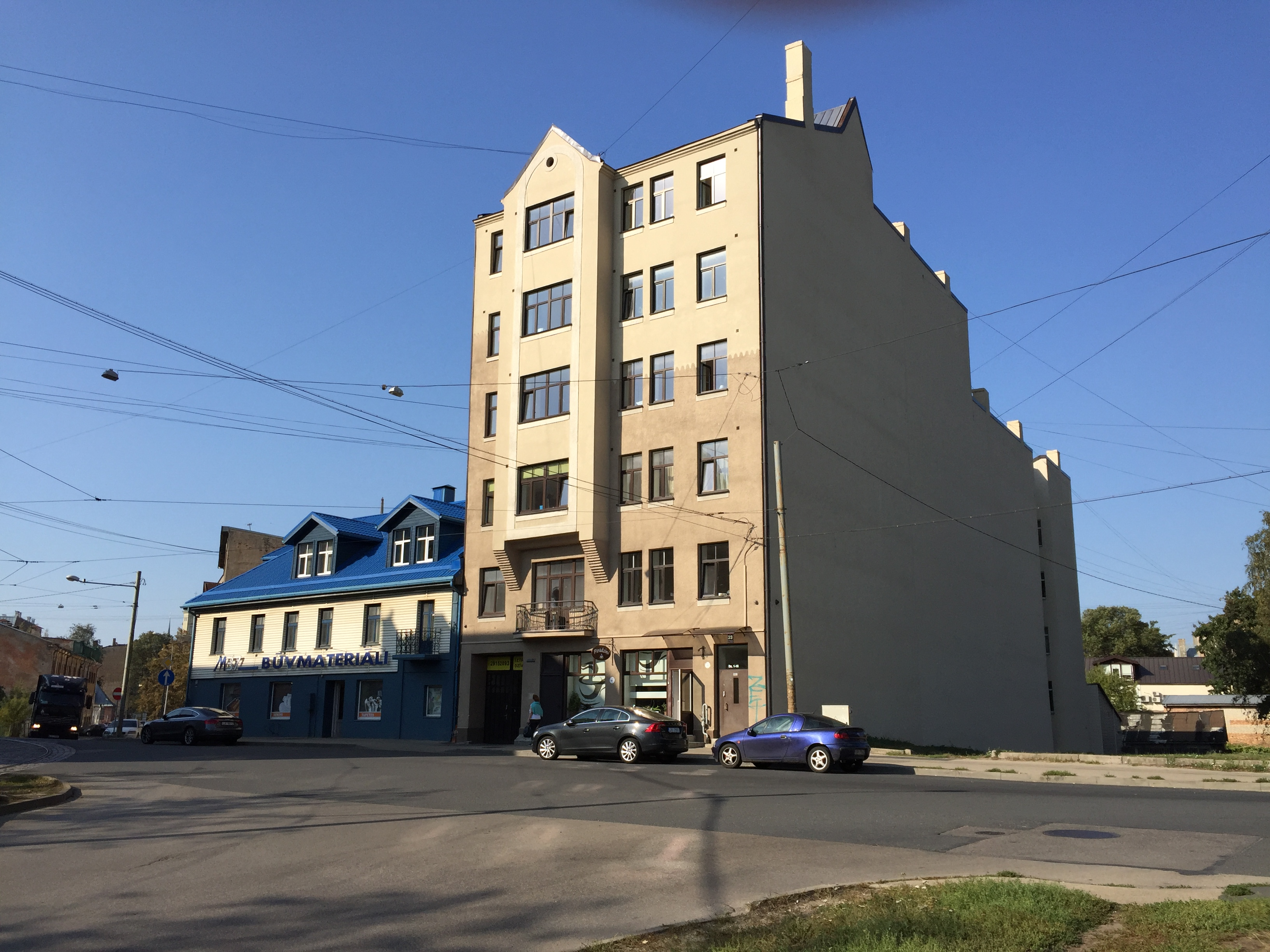
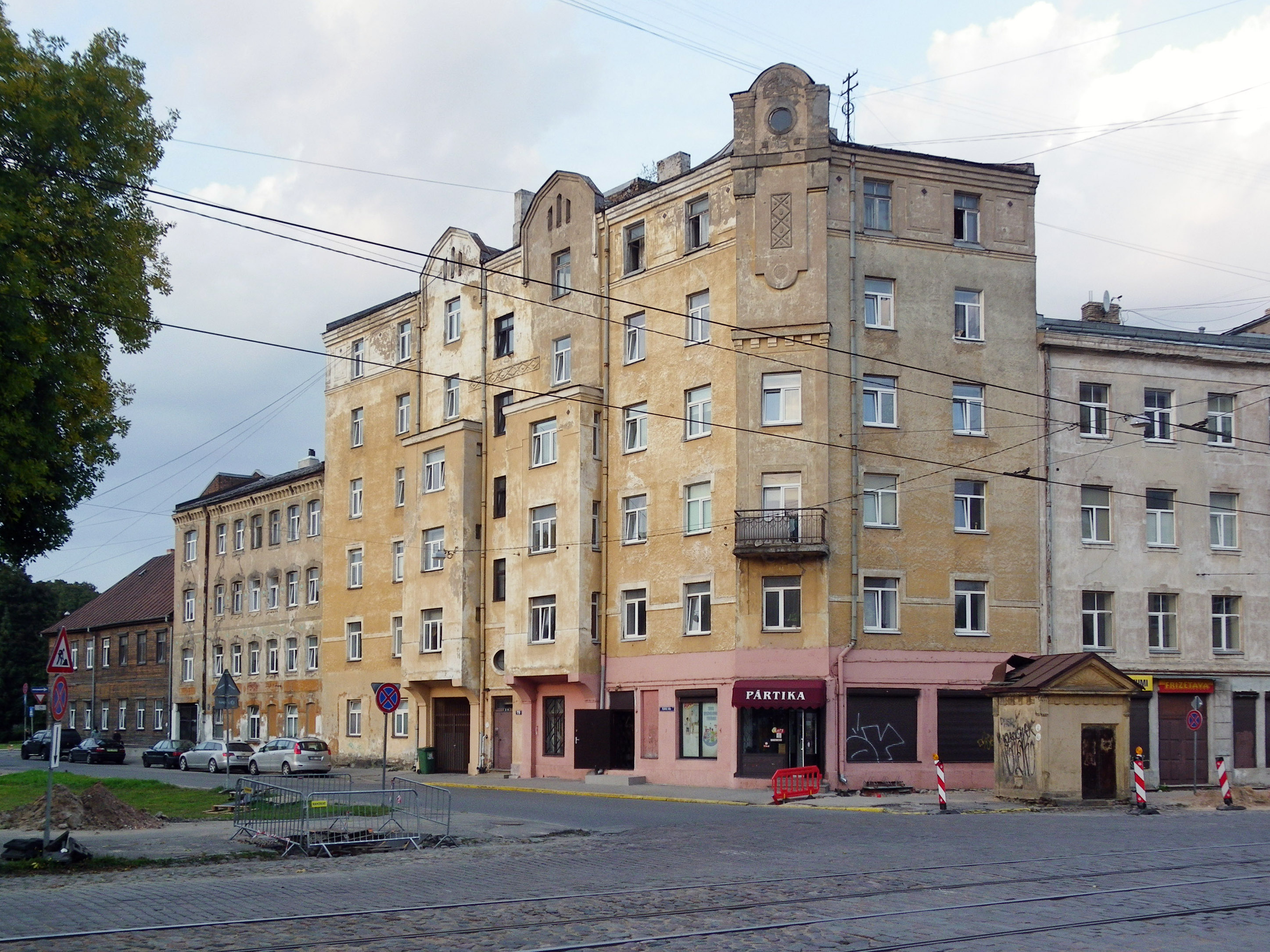

## Transports
- Tram: 7